# Europameisterschaften im Vielseitigkeitsreiten 2019
| Europameisterschaften 2019 | Europameisterschaften 2019 |
| -------------------------- | -------------------------- |
| Sportart:                  | Vielseitigkeitsreiten      |
| Austragungsort:            | Luhmühlen, Deutschland     |
| Teilnehmende Reiter:       | 73 aus 17 Nationen         |
| Internet:                  | em.luhmuehlen.de/          |

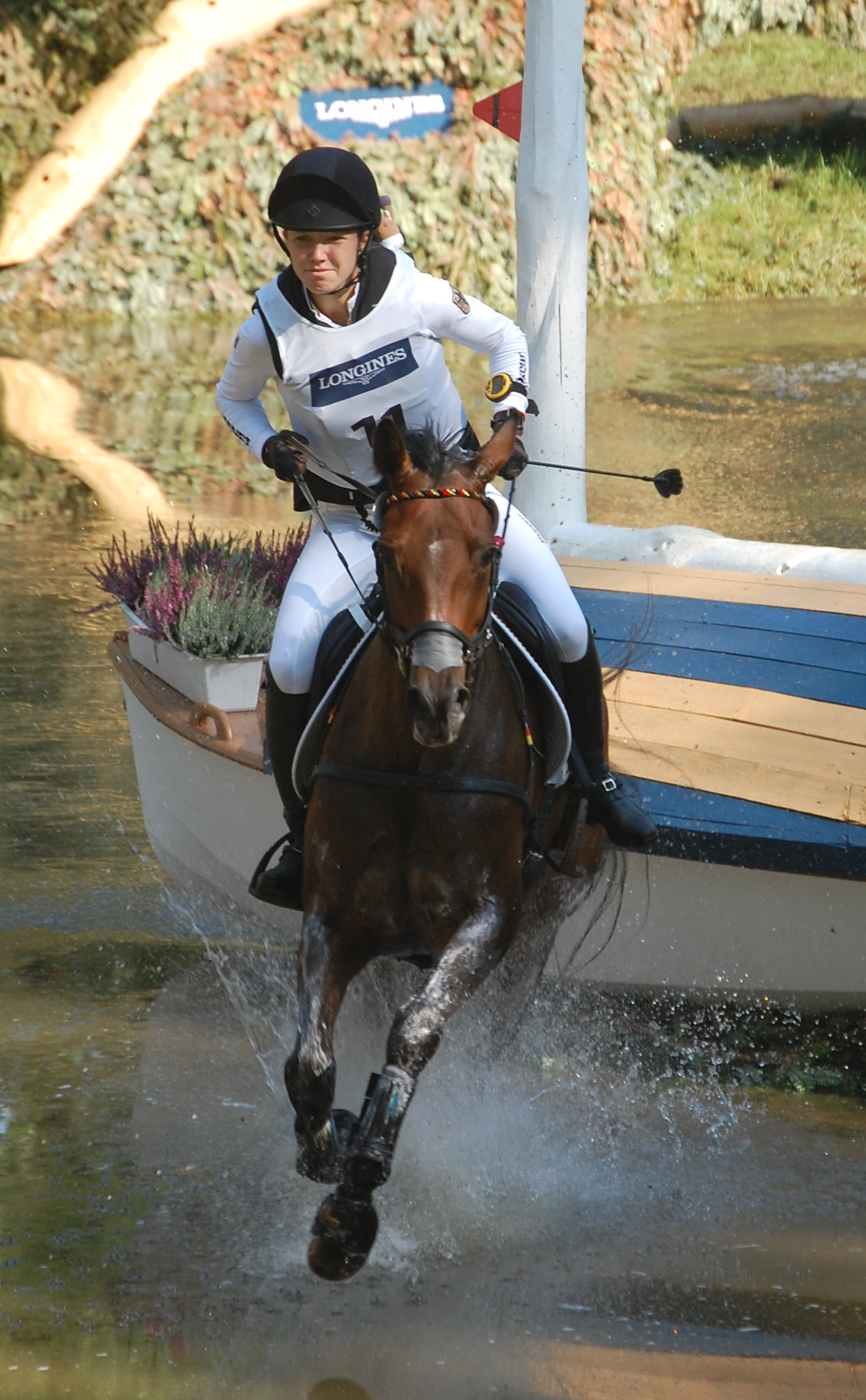
Das schnellste Paar im Gelände der Europameisterschaften 2019: Anna-Katharina Vogel und DSP Quintana P

Die Europameisterschaften im Vielseitigkeitsreiten 2019 wurden vom 28. August bis 1. September 2019 in Luhmühlen in der Lüneburger Heide ausgetragen. Bei der Veranstaltung handelte es sich um die 34. Europameisterschaften im Vielseitigkeitsreiten.

## Organisation

### Vorbereitung
Am ersten Tag der Europameisterschaften 2017 gab der Weltpferdesportverband FEI bekannt, dass Luhmühlen den Zuschlag für die Europameisterschaften im vorolympischen Jahr 2019 erhalten hatte. Damit fanden die Europameisterschaften ein weiteres Mal an einem der championatserfahrensten Turnierplätze Europas statt: Luhmühlen war zuvor bereits Austragungsort der Europameisterschaft in den Jahren 1975, 1979, 1987, 1999 und 2011.

### Durchführung, Austragungsort, Medien
Der Generalsponsor der FEI, Longines, übernahm in Luhmühlen neben der Titelsponsorschaft des CCI Luhmühlen im Juni auch die Titelsponsorschaft der Europameisterschaften im August / September 2019.
Der Geländepark von Luhmühlen befindet sich in der Westergellerser Heide, im Grenzgebiet der Gemeinden Salzhausen (Ortsteil Luhmühlen) und Westergellersen. Dieser umfasst die Geländestrecke sowie den Turnier- und weitere Vorbereitungsplätze. Die gesamte Anlage wurde im Vorfeld der Europameisterschaften 2011 umfangreich modernisiert.
Die FEI zeigte das gesamte Championat auf seinem kostenpflichtigen Livestreamportal FEI TV. Auch der deutsche IPTV-Sender ClipMyHorse sendete von den Europameisterschaften aus Luhmühlen live.
Im deutschen Fernsehen berichtete die Sportschau im Ersten live vom Geländetag, das abschließende Springen fasste das ZDF im Rahmen von ZDF SPORTextra kurz zusammen.

## Zeitplan
Die Europameisterschaften begannen am 28. August 2019 (Mittwoch) mit der ersten veterinärmedizinischen Untersuchung sowie einer Eröffnungszeremonie. Der Auftakt zum sportlichen Programm war die Teilprüfung Dressur. Diese fand am Donnerstag und Freitag jeweils von 10:00 bis 16:00 Uhr statt.
Die Geländestrecke galt es als zweite Teilprüfung am 31. August (ca. 10:00 bis 15:30 Uhr) zu bewältigen. Am Sonntag, dem letzten Turniertag, stand für die teilnehmenden Pferde die zweite veterinärmedizinische Untersuchung an. Im Anschluss wurde die Springprüfung als dritte Teilprüfung ausgerichtet. Mit der Medaillenübergabe endete dann die Europameisterschaften.

## Ergebnisse

### Zwischenergebnis nach der Dressur
Im Dressurviereck von Luhmühlen glänzte eines der neuesten Paare im Starterfeld: Michael Jung hatte den 11-jährigen Wallach Chipmunk zu Jahresbeginn übernommen. Obwohl zunächst nicht aus Europameisterschaftspferd vorgesehen, konnte das Paar vom zweiten internationalen Start an jede Prüfung, die sie beendeten, auf Platz zwei oder eins abschließen. Mit ihrem zweitbesten gemeinsamen Dressurergebnis setzten sich Jung und Chipmunk nach der ersten Teilprüfung in Führung. Hierbei wäre ein noch besseren Ergebnis möglich gewesen, eine Taktstörung in der Schritttour kostete einige Punkte. Das Einzeleuropameisterpaar von 2017, Ingrid Klimke und Hale Bob OLD, kam wie 2017 in der Dressur auf Rang zwei.
Im Mannschaftsklassement konnte sich die deutsche Equipe einen Vorsprung von gut 17 Minuspunkten herausreiten. Dahinter hingegen lag das Feld nach der Dressur eng zusammen: Zwischen Rang zwei (Großbritannien) und Rang sieben (Niederlande) waren keine zehn Minuspunkte Differenz.
Einzelwertung:
| Rang | Reiter           | Pferd          | Minuspunkte (Prozent) |
| ---- | ---------------- | -------------- | --------------------- |
| 1    | Michael Jung     | Chipmunk FRH   | 20,90 (79,19 %)       |
| 2    | Ingrid Klimke    | Hale Bob OLD   | 22,20 (77,85 %)       |
| 3    | Laura Collett    | London         | 25,50 (74,51 %)       |
| 4    | Kai Rüder        | Colani Sunrise | 25,80 (74,24 %)       |
| 5    | Thibaut Vallette | Qing du Briot  | 25,80 (74,24 %)       |

Mannschaftswertung:
|   | Mannschaft     | Reiter                      | Pferd                 | Minuspunkte |
| - | -------------- | --------------------------- | --------------------- | ----------- |
| 1 | Deutschland    | Andreas Dibowski            | FRH Corrida           | (34,60)     |
| 1 | Deutschland    | Kai Rüder                   | Colani Sunrise        | 25,80       |
| 1 | Deutschland    | Michael Jung                | Chipmunk FRH          | 20,90       |
| 1 | Deutschland    | Ingrid Klimke               | Hale Bob OLD          | 22,20       |
| 1 | Deutschland    | 68,90                       |                       |             |
| 2 | Großbritannien | Pippa Funnell               | Majas Hope            | (35,40)     |
| 2 | Großbritannien | Piggy French                | Quarrycrest Echo      | 29,80       |
| 2 | Großbritannien | Kristina Cook               | Billy the Red         | 28,30       |
| 2 | Großbritannien | Oliver Townend              | Cooley Master Class   | 27,60       |
| 2 | Großbritannien | 85,70                       |                       |             |
| 3 | Belgien        | Laura Loge                  | Absolut Allegro       | 28,80       |
| 3 | Belgien        | Karin Donckers              | Fletcha van't Verahof | 28,80       |
| 3 | Belgien        | Constantin Van Rijckevorsel | Beat It               | (33,30)     |
| 3 | Belgien        | Lara de Liedekerke-Meier    | Alpaga d'Arville      | 33,30       |
| 3 | Belgien        | 90,90                       |                       |             |

### Zwischenergebnis nach dem Gelände

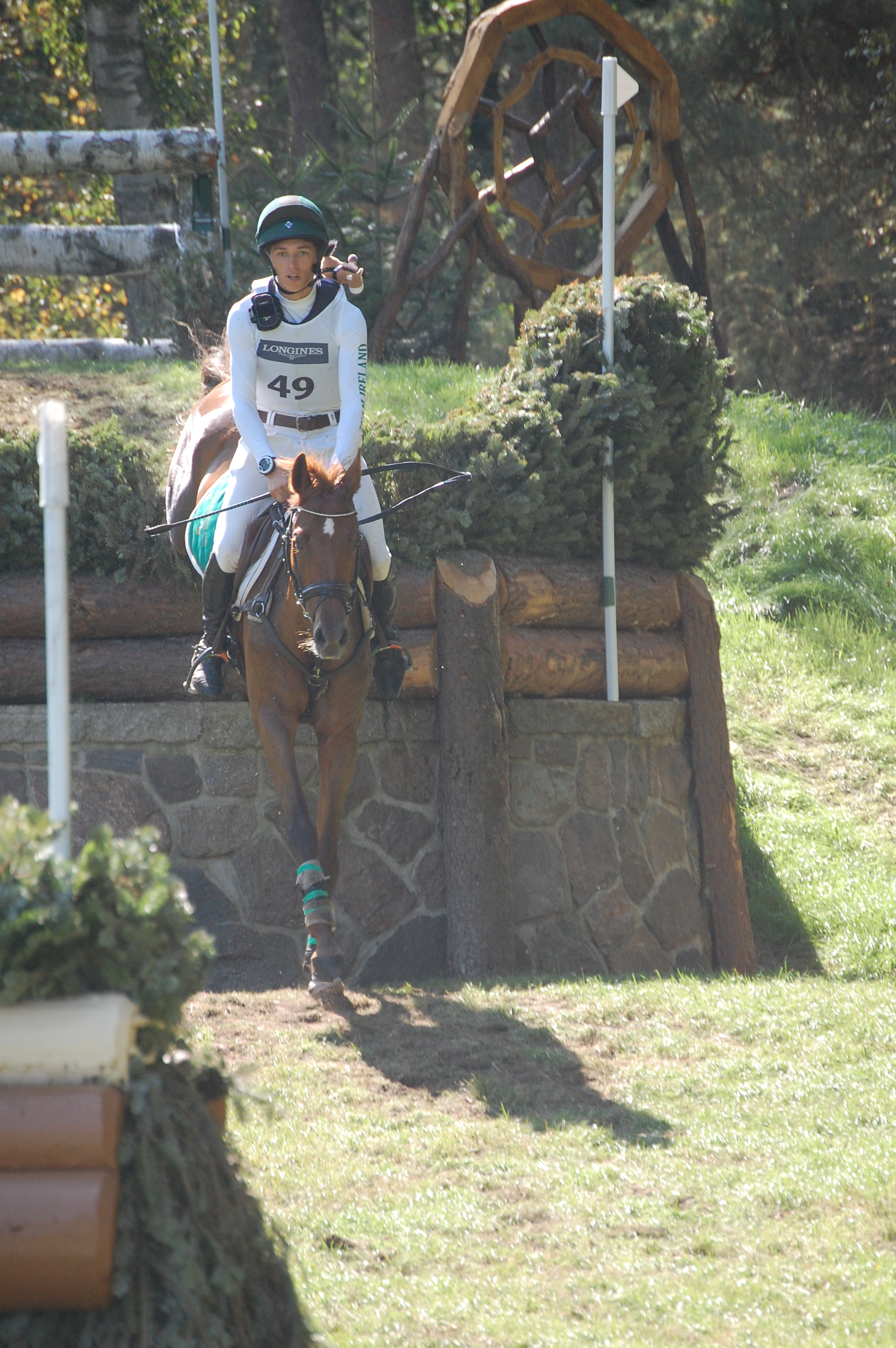
Mauer-Tiefsprung an der Wellenbahn (Cathal Daniels mit Rioghan Rua)

Im Vorfeld des Geländetages hatte der in Luhmühlen tätige Kursdesigner Mike Etherington-Smith die Schätzung abgegeben, dass er mit sechs fehlerfreien Reiter-Pferd-Paaren rechne, die innerhalb der Idealzeit das Ziel erreichen würden. Doch die guten Bedingungen machten ihm einen Strich durch seine Rechnung: Der Geländetag war trocken aber nicht schwül, der Boden für einen Geländeritt optimal. Somit erwies sich die erlaubte Zeit von zehn Minuten und zehn Sekunden als lösbare Aufgabe und somit der Geländekurs als etwas zu leicht für eine Europameisterschaft. Statt sechs kamen 20 Reiter ohne weitere Minuspunkte durch den Parcours.
Neben einigen für einen modernen Geländeparcours fast zwingend erforderlichen Kombinationen aus schräg stehenden Hecken-Hindernissen wurden auch recht klassisch wirkende Geländehindernisse den Reitern und Pferden in den Weg gestellt. So wurde an der Wellenbahn ein jahrelang verschütteter Mauer-Tiefsprung wiederhergestellt. Dort mussten die Reiter direkt nach dem Tiefsprung einen Heckensprung wahlweise links oder rechts über eine Ecke überwinden.

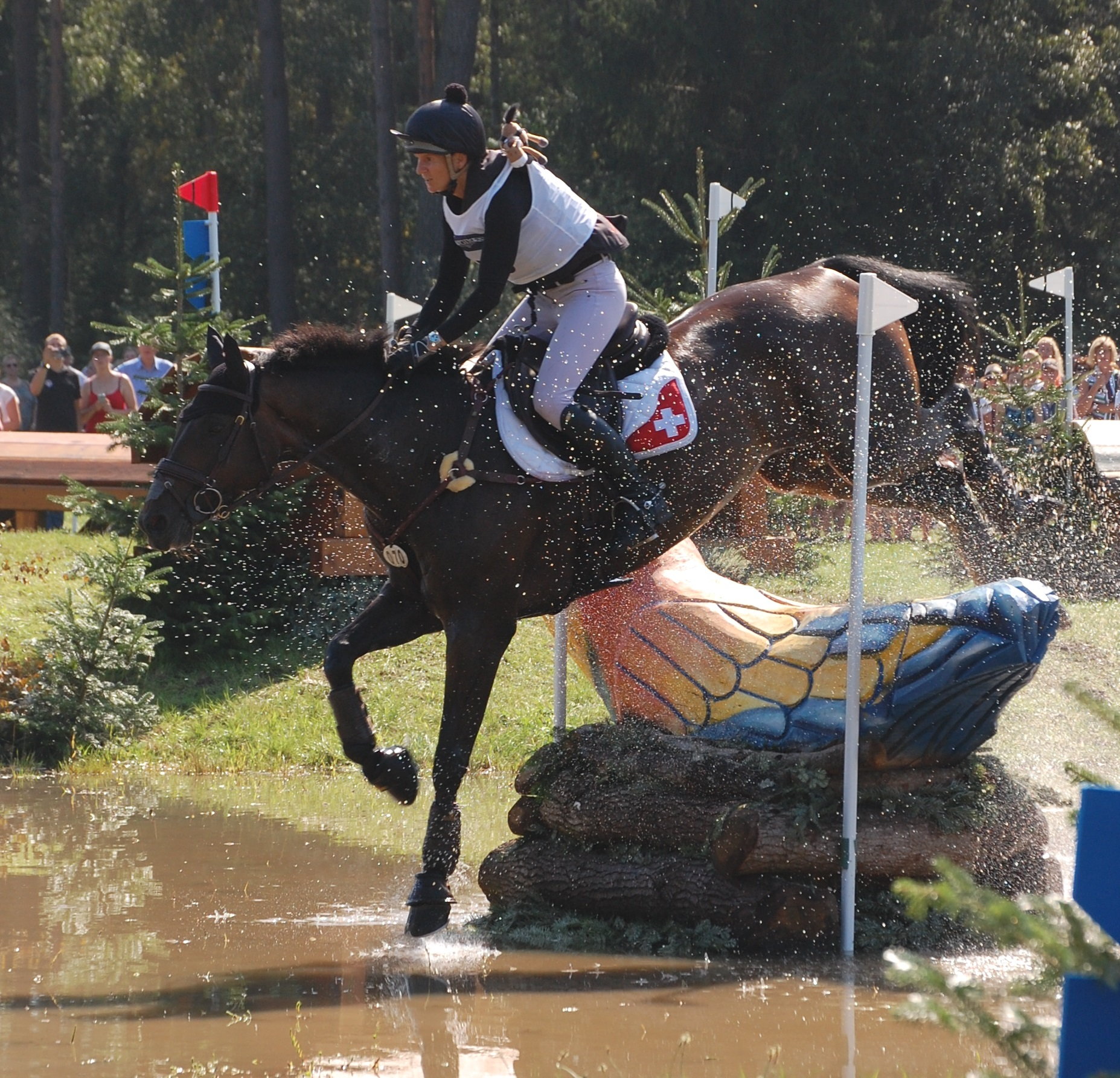
Vogel-Hindernis im dritten Wasserkomplex (Camille Guyot mit Ulsan de Lacoree)

Als Mitglied der Risk Managing Steering Group der FEI ist Etherington-Smith ein Verfechter von abwerfbaren Hindernisteilen an Geländehindernissen, an sechs Hindernisse kamen diese Sicherheitsmaßnahmen zum Einsatz. Prägend im Luhmühlener Gelände sind stets die drei Wasserkomplexe. Bei diesen Europameisterschaften stellte sich besonders eine Hindernisfolge im dritten Wasser als besondere Herausforderung dar: Nach einem massiven Hindernis als Wassereinsprung mussten Reiter und Pferde im Wasser eine 90-Grad-Kurve meistern und anschließend einen im Wasser sitzenden „Vogel“ überwinden. An diesem Hindernis kam es zu gleich fünf Stürzen. Aufgrund des Wassers und des Tragens von Airbag-Sicherheitswesten verliefen diese jedoch weitgehend glimpflich. Unter den gestürzten Reitern war auch die bis hierhin drittplatzierte Laura Collett.
Die deutsche Doppelführung konnten Michael Jung und Ingrid Klimke halten, beide kamen ohne neue Minuspunkte durch den Geländetag. Zu einer etwas unglücklichen Situation kam es für Jung am letzten Wasserkomplex: Die vor ihm gerittene Spanierin  Maria Pinedo Sendagorta war hier im Vogel-Hindernis gestürzt und hockte längere Zeit in ihrer aufgeblähten Airbagweste im flachen Teichwasser. Helfer konnten sie erst beim Eintreffen von Michael Jung im ersten Teil des mehrfach durchrittenen Wasserkomplexes aus dem Wasser führen. Ein Hindernisrichter gab ihm im Zuge dessen für den Reiter nicht einzuordnendes Handzeichen.
Anders hingen auf den weiteren Plätzen, die Rangierung der übrigen Spitzengruppe wurde im Gelände durcheinandergewürfelt. So verbesserte sich etwa Cathal Daniels von Rang 13 auf Rang sechs. Vom vierten Platz auf Rang 35 zurück fiel hingegen Kai Rüder. Sein Pferd Colani Sunrise zeigte, wie schon bei anderen Turnieren, Probleme am Start. Der Wallach fixierte sich bereits auf das erste Hindernis, stieg und wollte nicht in der Startbox. Rüder verlor dadurch gut 30 Sekunden, die sich im ansonsten problemlos verlaufenen Geländekurs kaum noch aufholen ließen.
Belgien rutschte nach einem Sturz seiner Mannschaftsreitern Laura Loge vom dritten Platz auf Rang sieben der Mannschaftswertung ab. Auch für die von Bettina Hoy trainierten Niederländer lief es im Gelände nicht gut, nur einer der vier Mannschaftsreiter kam in das Ziel. Schweden und Italien arbeiten sich in die Nähe der Medaillenränge vor (Plätze fünf und vier). Frankreich nahm nun den dritten Rang ein. Die Reihenfolge von Deutschland und Großbritannien änderte sich nicht, einzig der Abstand schrumpfte leicht auf gut 14 Minuspunkte.
Einzelwertung:
| Rang | Reiter           | Pferd               | Minuspunkte | Minuspunkte | Minuspunkte      |
| Rang | Reiter           | Pferd               | Dressur     | Gelände     | Zwischenergebnis |
| ---- | ---------------- | ------------------- | ----------- | ----------- | ---------------- |
| 1    | Michael Jung     | Chipmunk FRH        | 20,90       | 0,00        | 20,90            |
| 2    | Ingrid Klimke    | Hale Bob OLD        | 22,20       | 0,00        | 22,20            |
| 3    | Thibaut Vallette | Qing du Briot       | 25,80       | 0,00        | 25,80            |
| 4    | Tim Lips         | Bayro               | 26,00       | 0,00        | 26,00            |
| 5    | Oliver Townend   | Cooley Master Class | 27,60       | 0,00        | 27,60            |

Mannschaftswertung:
| Rang | Mannschaft     | Reiter                 | Pferd                 | Minuspunkte | Minuspunkte | Minuspunkte      |
| Rang | Mannschaft     | Reiter                 | Pferd                 | Dressur     | Gelände     | Zwischenergebnis |
| ---- | -------------- | ---------------------- | --------------------- | ----------- | ----------- | ---------------- |
| 1    | Deutschland    | Andreas Dibowski       | FRH Corrida           | 34,60       | 0,80        | 35,40            |
| 1    | Deutschland    | Kai Rüder              | Colani Sunrise        | 25,80       | 16,00       | (41,80)          |
| 1    | Deutschland    | Michael Jung           | Chipmunk FRH          | 20,90       | 0,00        | 20,90            |
| 1    | Deutschland    | Ingrid Klimke          | Hale Bob OLD          | 22,20       | 0,00        | 22,20            |
| 1    | Deutschland    |                        |                       | 78,50       |             |                  |
| 2    | Großbritannien | Pippa Funnell          | Majas Hope            | 35,40       | 0,00        | 35,40            |
| 2    | Großbritannien | Piggy French           | Quarrycrest Echo      | 29,80       | 0,00        | 29,80            |
| 2    | Großbritannien | Kristina Cook          | Billy the Red         | 28,30       | 35,60       | (63,90)          |
| 2    | Großbritannien | Oliver Townend         | Cooley Master Class   | 27,60       | 0,00        | 27,60            |
| 2    | Großbritannien |                        |                       | 92,80       |             |                  |
| 3    | Frankreich     | Thibaut Vallette       | Qing du Briot         | 25,80       | 0,00        | 25,80            |
| 3    | Frankreich     | Nicolas Touzaint       | Absolut Gold          | 31,60       | 0,00        | 31,60            |
| 3    | Frankreich     | Alexis Goury           | Trompe l'Oeil d'Emery | 35,40       | 0,80        | 36,20            |
| 3    | Frankreich     | Karim Florent Laghouag | Punch de l'Esques     | 38,40       | 0,00        | (38,40)          |
| 3    | Frankreich     |                        |                       | 93,60       |             |                  |

### Endergebnis

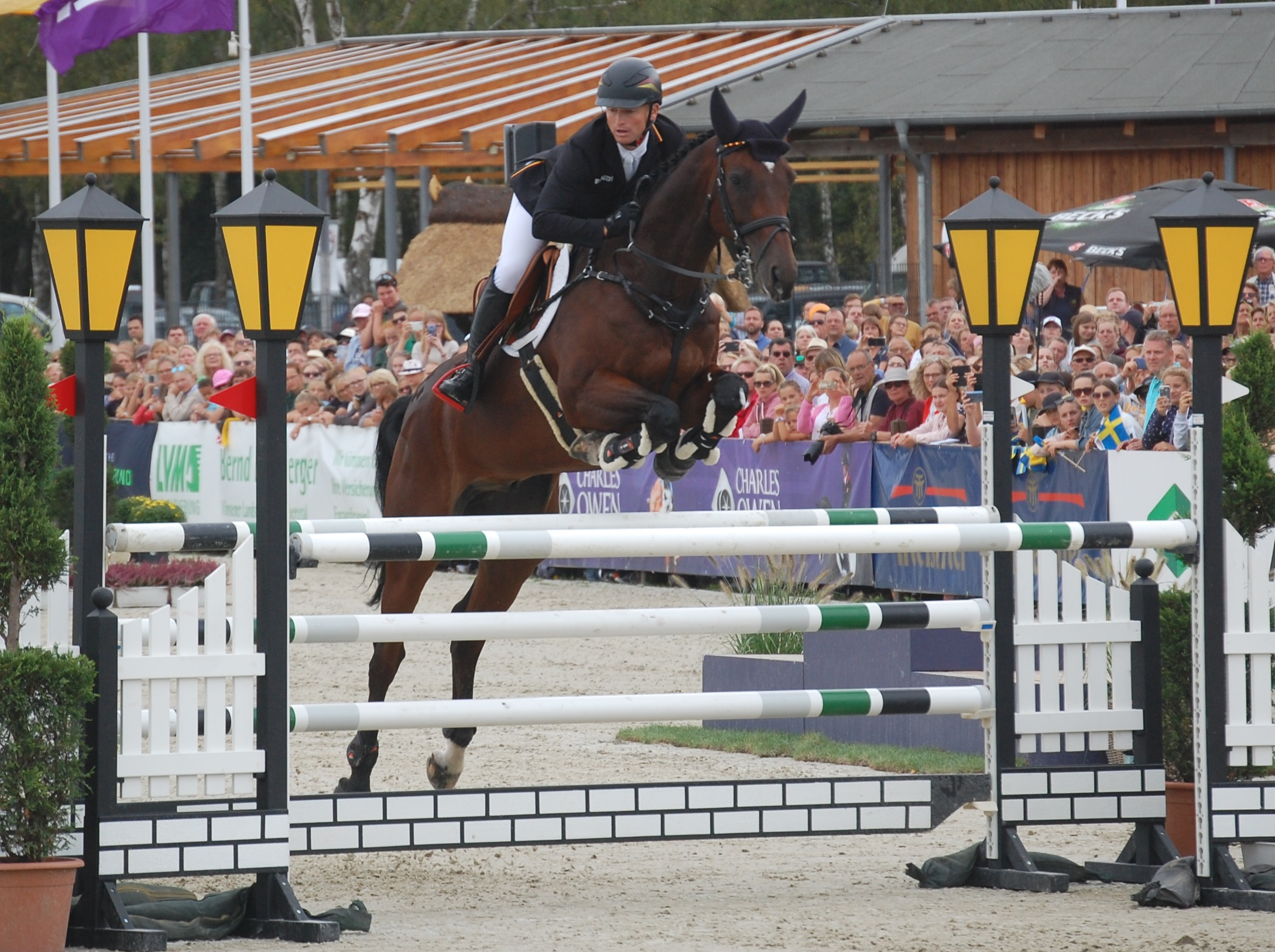
Sekundenbruchteile vor dem Fehler, der sie um die Einzel-Goldmedaille brachte: Michael Jung und Chipmunk FRH beim Überwinden des Aussprungs der dritten zweifachen Kombination

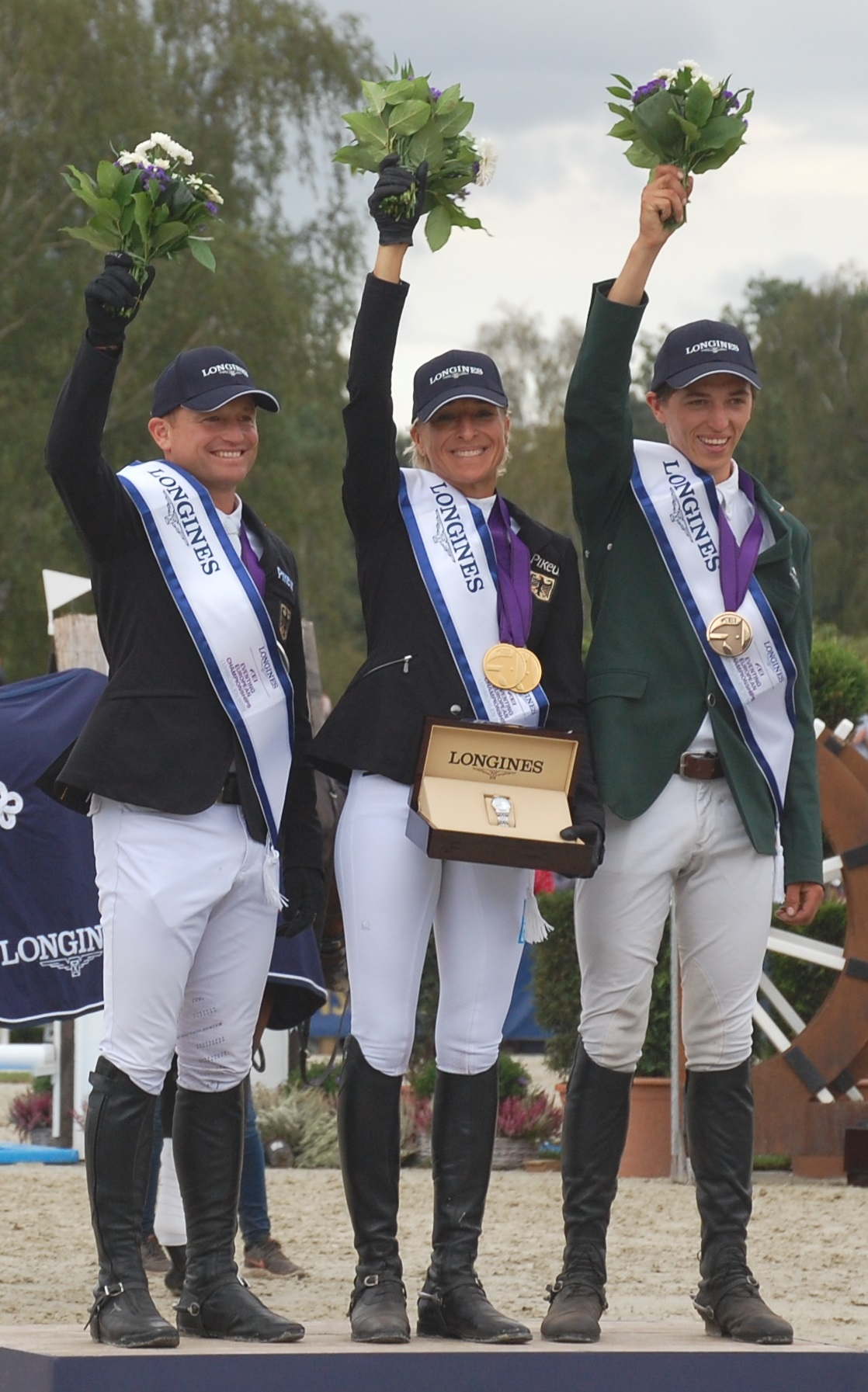
Medaillenübergabe Einzelwertung: Michael Jung, Ingrid Klimke und Cathal Daniels (v. l. n. r.)

Zu Beginn des letzten Turniertages stand die zweite „Horse Inspection“ (veterinärmedizinische Untersuchung) an. Dort wurde keines der vorgestellten Pferde aus dem Wettkampf genommen. Doch fünf Reiter hatten bereits im Vorfeld entschieden, nicht mehr in der letzten Teilprüfung zu starten und waren gar nicht erst bei der „Horse Inspection“ angetreten. Da dies auch vier Mannschaftsreiter betraf, hatte dies auch Auswirkungen auf die Nationenwertung: Frankreich und Irland hatten nun keinen Streichergebnis im Springen mehr. Für Spanien und Österreich war die Auswirkung geringer, da beide Mannschaften bereits nach dem Gelände chancenlos auf den hinteren Rängen lagen.
Obwohl es recht viele fehlerfreie Ritte gab, erwies sich der Springkurs aus ausreichend selektiv, um das Feld in Einzel- und Mannschaftswertung durcheinander zu wirbeln. Die erlaubte Zeit von 84 Sekunden machte nur einzelnen weiter hinter platzierten Reitern Probleme, viele Top-Paare bewältigen den Kurs in deutlich unter 80 Sekunden.
Deutschland als Gastgeber durfte in Luhmühlen 12 Teilnehmerpaare an den Start bringen. Hierzu zählte Jörg Kurbel, der mit 52 Jahren sein Championatsdebüt für Deutschland absolvierte. Er arbeitete sich, unter anderem mit einer fehlerfreien Runden im Stechen, mit seinem 11-jährigen Wallach Entertain You von Platz 40 in der Dressur auf Rang 21 im Endergebnis vor. Ebenso ihr Debüt bei einem Championat der Altersklasse der „Reiter“ hatte in Luhmühlen die 22-jährige Anna-Katharina Vogel. Die Reiterin, die im Nachwuchsbereich unter anderem 2013 Vierte im Einzel bei den Junioren-Europameisterschaften geworden war, war im Gelände mit einer Zeit von 9 Minuten 43 Sekunden die schnellste Reiterin gewesen. Mit ihrer 12-jährigen Stute Quintana P unterlief ihr nach dem Gelände auch im Springen kein Fehler, so dass sie ihr Dressurergebnis von 32,30 Minuspunkten in das Ziel bringen konnte. Damit gelang ihr der Sprung von Rang 26 nach der Dressur auf Rang 14 im Endklassement.
In der ersten Hälfte des Feldes führten die acht Minuspunkte von Karim Florent Laghouag dazu, dass Frankreich in der Zwischenwertung aus den Medaillenrängen fiel. Und auch der Silberrang für die britischen Reiter schien nicht sicher: Während ihre Einzelreiterin Kitty King fehlerfrei blieb und die Einzelwertung auf Rang sieben beendete, fehlte den Mannschaftsreiter das Glück. Einzig die nach einer Verweigerung im Gelände abgeschlagen platzierte Kristina Cook blieb ebenso ohne Fehler. Ihre drei Mannschaftskollegen, deren Ergebnisse für die britische Teamwertung zählten, unterliefen jeweils ein Hindernisfehler. Damit hatte sich das Blatt komplett gedreht, nun drohte Großbritannien aus den Medaillenrängen zu fallen. Doch auch der Cadre-Noir-Reiter Thibaut Vallette patzte, durch seinen Fehler flog Frankreich endgültig aus den Mannschafts-Medaillenrängen. Die britischen Reiter hingegen konnten aufatmen, ihnen war damit Mannschaftssilber sicher. Ebenso profitierte Schweden: Die fehlerfreien Ritte von Louise Romeike und Ludwig Svennerstål brachten sie nicht nur auf die Einzelplätze zwölf und acht, sondern sicherten Schweden dank der französischen Fehler die Mannschafts-Bronzemedaille.
Nicht nur für die Mannschaftswertung war der Fehler von Oliver Townend und seinem Pferd Cooley Master Class ärgerlich. Mit seinem Dressurergebnis von 27,60 Minuspunkten hätte er die Einzel-Bronzemedaille gewonnen, so fiel er mit seinem einen Hindernisfehler im Springen auf Rang neun zurück. Auch Tim Lips und Thibaut Vallette verpassten so ihre Medaillenchancen im Einzel. Aus Frankreich konnte sich hingegen der 33-jährige Einzelreiter Christopher Six profilieren, mit seinem Schimmelwallach Totem de Brecey gelang nicht nur das bisher klar beste gemeinsame Ergebnis des Paars. Ihr Ergebnis von 29,20 Minuspunkten führte sie auf Rang vier der Einzelwertung.
Ebenso auf ein gemeinsames Bestergebnis kamen die Fuchsstute Rioghan Rua und ihr 22-jähriger irischer Reiter Cathal Daniels. Beide konnten das Dressurergebnis von 29,00 Minuspunkten über die gesamte Europameisterschaft hinweg halten. Daniels, der 2012 bereits Einzel-Europameister der Pony-Vielseitigkeitsreiter war und 2014 zusammen mit Rioghan Rua Einzel-Vize-Europameister der Junioren, gewann in Luhmühlen damit die Einzel-Bronzemedaille.
Ingrid Klimke ging als vorletzte Starterin in den Parcours. Ihr gelang, anders als bei den Weltreiterspielen 2018, zusammen mit Hale Bob ein fehlerfreier Ritt. Da dies zuvor auch ihren Equipekollegen Kai Rüder und Andreas Dibowski gelungen war, stand damit bereits der deutsche Mannschaftssieg mit einem enormen Vorsprung vor Großbritannien fest. Somit konnte sich Michael Jung ganz auf die Einzelwertung konzentrieren. Mit Chipmunk durfte ihm kein Springfehler unterlaufen, um die Einzelwertung zu gewinnen. Doch eine zweifache Kombination aus zwei Oxern wurde dem Paar zum Verhängnis, eine Stange fiel. Dabei blieb es, Jung war damit Einzel-Silbermedaillengewinner. Den Einzeleuropameistertitel hingegen verteidigte damit die Europameisterin von 2017, Ingrid Klimke.

#### Endergebnis Einzelwertung
| Rang | Reiter                 | Pferd                | Minuspunkte | Minuspunkte   | Minuspunkte   | Minuspunkte | Minuspunkte |
| Rang | Reiter                 | Pferd                | Dressur     | Gelände       | Springen      | Gesamt      |             |
| ---- | ---------------------- | -------------------- | ----------- | ------------- | ------------- | ----------- | ----------- |
| 1    | Ingrid Klimke          | Hale Bob OLD         | 22,20       | 0,00          | 0,00          | 22,20       |             |
| 2    | Michael Jung           | Chipmunk FRH         | 20,90       | 0,00          | 4,00          | 24,90       |             |
| 3    | Cathal Daniels         | Rioghan Rua          | 29,00       | 0,00          | 0,00          | 29,00       |             |
| 4    | Christopher Six        | Totem de Brecey      | 28,40       | 0,80          | 0,00          | 29,20       |             |
| 5    | Thibaut Vallette       | Qing du Briot        | 25,80       | 0,00          | 4,00          | 29,80       |             |
| 6    | Tim Lips               | Bayro                | 26,00       | 0,00          | 4,00          | 30,00       |             |
| 7    | Kitty King             | Vendredi Biats       | 27,90       | 2,40          | 0,00          | 30,30       |             |
| 8    | Ludwig Svennerstål     | El Kazir             | 31,00       | 0,00          | 0,00          | 31,00       |             |
| 9    | Oliver Townend         | Cooley Master Class  | 27,60       | 0,00          | 4,00          | 31,60       |             |
| 10   | Nicolas Touzaint       | Absolut Gold         | 31,60       | 0,00          | 0,00          | 31,60       |             |
| 11   | Sandra Auffarth        | Viamant du Matz      | 31,70       | 0,00          | 0,00          | 31,70       |             |
| 12   | Louise Romeike         | Waikiki              | 31,90       | 0,00          | 0,00          | 31,90       |             |
| 13   | Anna Siemer            | FRH Butts Avondale   | 31,90       | 0,00          | 0,00          | 31,90       |             |
| 14   | Anna-Katharina Vogel   | DSP Quintana P       | 32,30       | 0,00          | 0,00          | 32,30       |             |
| 15   | Piggy French           | Quarrycrest Echo     | 29,80       | 0,00          | 4,00          | 33,80       |             |
| 16   | Andreas Dibowski       | FRH Corrida          | 34,60       | 0,80          | 0,00          | 35,40       |             |
|      | …                      |                      |             |               |               |             |             |
| 20   | Christoph Wahler       | Carjatan S           | 33,80       | 0,00          | 4,00          | 37,80       |             |
| 21   | Jörg Kurbel            | Entertain You        | 35,20       | 4,00          | 0,00          | 39,20       |             |
|      | …                      |                      |             |               |               |             |             |
| 24   | Kai Rüder              | Colani Sunrise       | 25,80       | 16,00         | 0,00          | 41,80       |             |
|      | …                      |                      |             |               |               |             |             |
| 28   | Robin Godel            | Grandeur de Lully CH | 34,40       | 0,80          | 8,00          | 43,20       |             |
| 29   | Felix Etzel            | Bandit               | 33,10       | 3,20          | 8,00          | 44,30       |             |
|      | …                      |                      |             |               |               |             |             |
| 35   | Felix Vogg             | Archie Rocks         | 36,50       | 0,00          | 16,00         | 52,50       |             |
|      | …                      |                      |             |               |               |             |             |
| 39   | Harald Ambros          | Lexikon              | 35,30       | 16,80         | 4,00          | 56,10       |             |
|      | …                      |                      |             |               |               |             |             |
| 48   | Josefa Sommer          | Hamilton             | 29,30       | 56,40         | 4,00          | 89,70       |             |
|      | …                      |                      |             |               |               |             |             |
| 51   | Caroline Gerber        | Tresor de Chignan CH | 46,40       | 46,00         | 4,40          | 96,80       |             |
|      | …                      |                      |             |               |               |             |             |
| 53   | Camille Guyot          | Ulsan de Lacoree     | 39,70       | 85,20         | 2,80          | 127,70      |             |
|      | …                      |                      |             |               |               |             |             |
| —    | Roxane Gonfard         | Opi de Saint Leo     | 36,40       | 54,80         | ausgeschieden | —           |             |
| —    | Katrin Khoddam Hazrati | Cosma                | 37,60       | 47,60         | zurückgezogen | —           |             |
| —    | Nadine Marzahl         | Valentine            | 30,50       | ausgeschieden |               | —           |             |
| —    | Tiziana Realini        | Toubleu de Rueire    | 36,70       | ausgeschieden |               | —           |             |
| —    | Rebecca Gerold         | Shannon Queen        | 42,40       | ausgeschieden |               | —           |             |

Fußnote:
1. ↑  Die Idealzeit im Gelände betrug 10:10 Minuten. Da Louise Romeike mit ihrer benötigten Geländezeit von 10:03 Minuten dichter an der Idealzeit war als Anna Siemer (mit 10:02 Minuten) wird sie vor Siemer auf Rang 12 geführt.

#### Endergebnis Mannschaftswertung

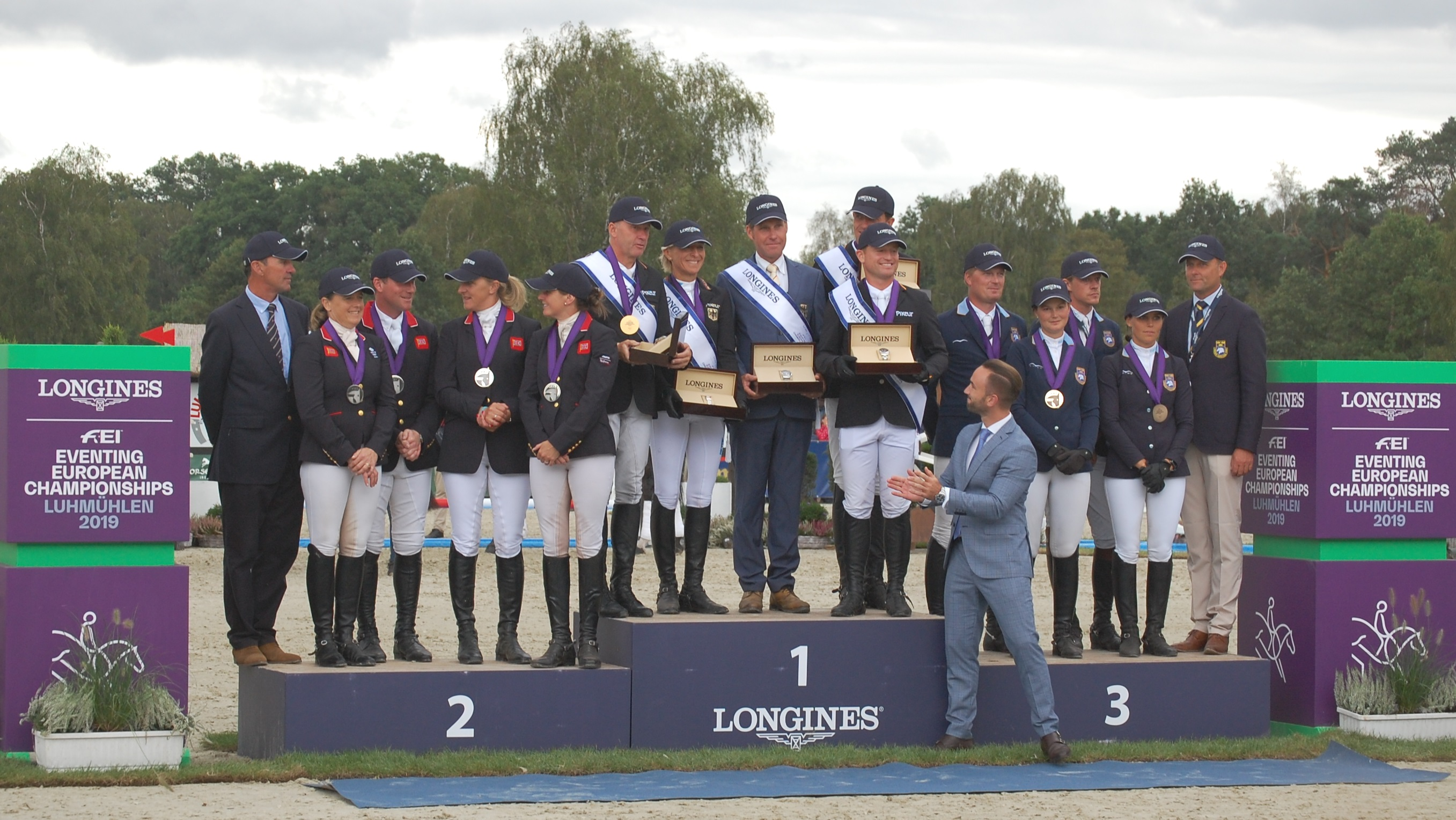
Medaillenübergabe der Mannschaften

| Platz                                    | Land           | Reiter und Pferde                  | Minuspunkte   | Minuspunkte | Minuspunkte | Minuspunkte |
| Platz                                    | Land           | Reiter und Pferde                  | Dressur       | Gelände     | Springen    | Gesamt      |
| 1                                        | Deutschland    | Deutschland                        |               |             |             | 82,50       |
| ---------------------------------------- | -------------- | ---------------------------------- | ------------- | ----------- | ----------- | ----------- |
|                                          |                | Andreas Dibowski FRH Corrida       | 34,60         | 0,80        | 0,00        | 35,40       |
| Kai Rüder Colani Sunrise                 | 25,80          | 16,00                              | 0,00          | (41,80)     |             |             |
| Michael Jung Chipmunk FRH                | 20,90          | 0,00                               | 4,00          | 24,90       |             |             |
| Ingrid Klimke Hale Bob OLD               | 22,20          | 0,00                               | 0,00          | 22,20       |             |             |
| 2                                        | Großbritannien | Großbritannien                     |               |             |             | 104,80      |
|                                          |                | Pippa Funnell Majas Hope           | 35,40         | 0,00        | 4,00        | 39,40       |
| Piggy French Quarrycrest Echo            | 29,80          | 0,00                               | 4,00          | 33,80       |             |             |
| Kristina Cook Billy the Red              | 28,30          | 35,60                              | 0,00          | (63,90)     |             |             |
| Oliver Townend Cooley Master Class       | 27,60          | 0,00                               | 4,00          | 31,60       |             |             |
| 3                                        | Schweden       | Schweden                           |               |             |             | 105,10      |
|                                          |                | Niklas Lindbäck Focus Filiocus     | 35,00         | 6,00        | 4,00        | (45,00)     |
| Malin Josefsson Golden Midnight          | 37,40          | 0,80                               | 4,00          | 42,20       |             |             |
| Louise Romeike Waikiki                   | 31,90          | 0,00                               | 0,00          | 31,90       |             |             |
| Ludwig Svennerstål El Kazir              | 31,00          | 0,00                               | 0,00          | 31,00       |             |             |
| 4                                        | Frankreich     | Frankreich                         |               |             |             | 107,80      |
|                                          |                | Thibaut Vallette Qing du Briot     | 25,80         | 0,00        | 4,00        | 29,80       |
| Nicolas Touzaint Absolut Gold            | 31,60          | 0,00                               | 0,00          | 31,60       |             |             |
| Alexis Goury Trompe l'Oeil d'Emery       | 35,40          | 0,80                               | zurückgezogen | (1000,00)   |             |             |
| Karim Florent Laghouag Punch de l'Esques | 38,40          | 0,00                               | 8,00          | 46,40       |             |             |
| 5                                        | Italien        | Italien                            |               |             |             | 119,60      |
|                                          |                | Arianna Schivo Quefira de l'Ormeau | 34,90         | 0,80        | 0,00        | 35,70       |
| Pietro Roman Barraduff                   | 29,40          | 0,00                               | 8,00          | 37,40       |             |             |
| Vittoria Panizzon Super Cillious         | 31,50          | 11,00                              | 4,00          | 46,50       |             |             |
| Giovanni Ugolotti Note Worthy            | 33,30          | 0,80                               | 22,40         | (56,50)     |             |             |
| 6                                        | Irland         | Irland                             |               |             |             | 125,00      |
|                                          |                | Cathal Daniels Rioghan Rua         | 29,00         | 0,00        | 0,00        | 29,00       |
| Sarah Ennis Woodcourt Garrison           | 36,00          | 2,80                               | 4,00          | 42,80       |             |             |
| Sam Watson Tullabeg Flamenco             | 29,60          | 23,60                              | 0,00          | 53,20       |             |             |
| Ciaran Glynn November Night              | 35,50          | 0,00                               | zurückgezogen | (1000,00)   |             |             |
| 7                                        | Belgien        | Belgien                            |               |             |             | 151,00      |
| 8                                        | Schweiz        | Schweiz                            |               |             |             | 192,50      |
|                                          |                | Robin Godel Grandeur de Lully CH   | 34,40         | 0,80        | 8,00        | 43,20       |
| Felix Vogg Archie Rocks                  | 36,50          | 0,00                               | 16,00         | 52,50       |             |             |
| Caroline Gerber Tresor de Chignan CH     | 46,40          | 46,00                              | 4,40          | 96,80       |             |             |
| Tiziana Realini Toubleu de Rueire        | 36,70          | ausgeschieden                      | –             | (1000,00)   |             |             |
| 9                                        | Niederlande    | Niederlande                        |               |             |             | 2030,00     |
| 10                                       | Österreich     | Österreich                         |               |             |             | 2056,10     |
|                                          |                | Harald Ambros Lexikon              | 35,30         | 16,80       | 4,00        | 56,10       |
| Katrin Khoddam Hazrati Cosma             | 37,60          | 47,60                              | zurückgezogen | 1000,00     |             |             |
| Rebecca Gerold Shannon Queen             | 42,40          | ausgeschieden                      | –             | (1000,00)   |             |             |
| 11                                       | Finnland       | Finnland                           |               |             |             | 2061,20     |
| 12                                       | Spanien        | Spanien                            |               |             |             | 3000,00     |